# W.A.P. Smit

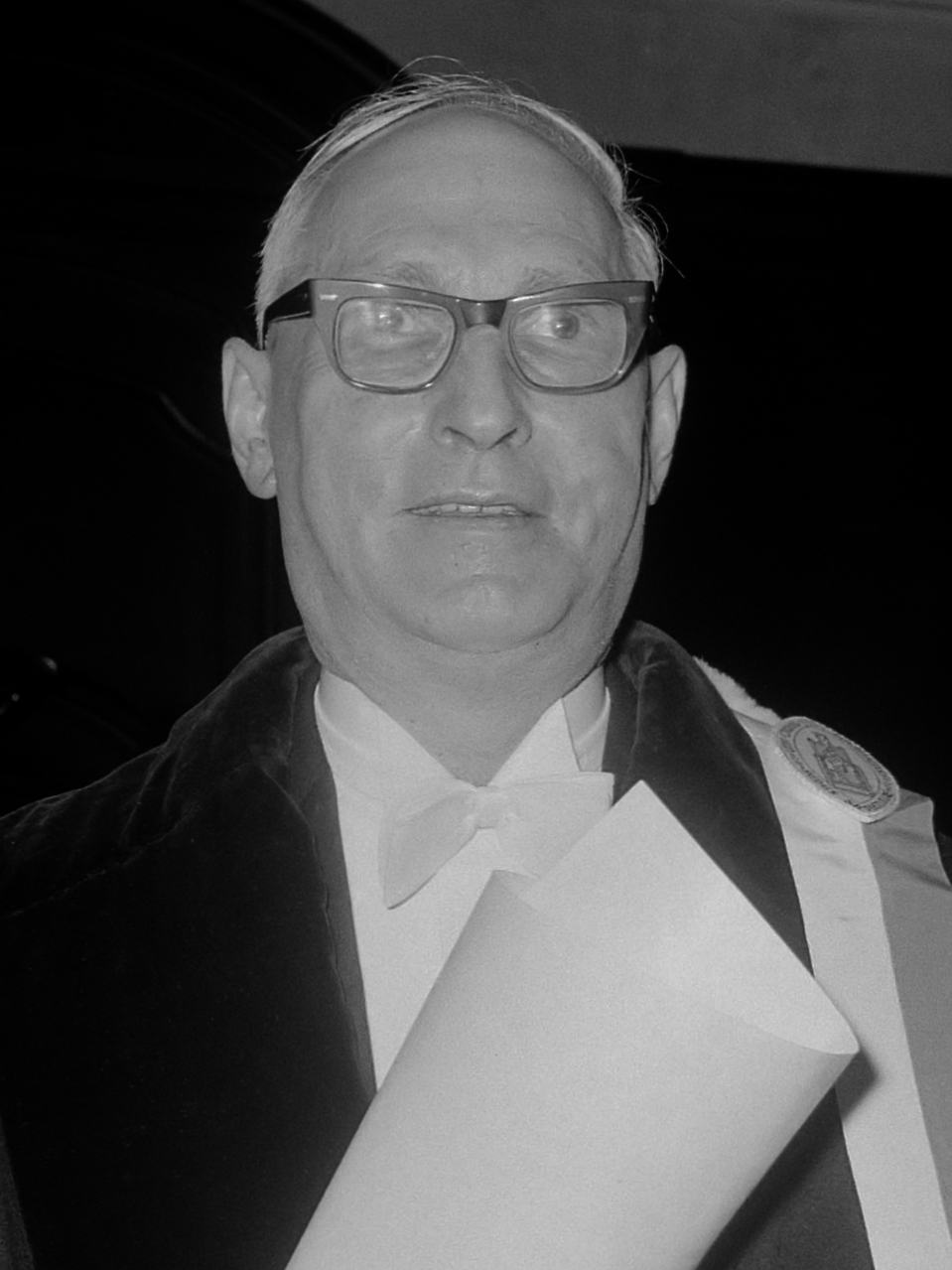
W.A.P. Smit in 1966

Wisse Alfred Pierre Smit (Heumen, 6 december 1903 - Utrecht, 20 juni 1986) was een Nederlands letterkundige en dichter. Pierre Smit publiceerde onder de naam W.A.P. Smit. Hij publiceerde met name over zeventiende-eeuwse Nederlandse literatuur en was van 1945 tot 1968 hoogleraar aan de Universiteit Utrecht. Smit, vanaf 1958 lid van de KNAW, werd onderscheiden met eredoctoraten door de universiteiten van Leuven, Johannesburg en de Gentse Academie. Tevens was hij erelid van de Modern Language Association of America.

## Jeugd
Wisse Alfred Pierre Smit werd op 6 december 1903 geboren in de Nederlands-Hervormde pastorie van het dorp Heumen aan de Maas. Vader Pieter Smit was theoloog en in 1906 gepromoveerd op de Zwitserse filosoof Charles Secrétan. Zijn moeder, Cécile Guisan, was een Frans-Zwitserse. In 1915 aanvaardde ds. Smit een positie in de gemeente Wamel en Dreumel aan de Waal, zodat Smit op het gymnasium te Tiel terechtkwam. Daar richtte hij samen met de latere essayist Menno ter Braak, die één klas hoger zat, het Tielsch gymnasiastenblad op, dat slechts één jaargang beleefde, omdat het gezin al in 1920 terugkeerde naar Heumen.

## Opleiding en loopbaan
Smit studeerde Nederlands in Leiden, waar het onderwijs van hoogleraar Albert Verwey grote invloed op hem had vanwege de ernst en het geduld waarmee hij te werk ging: Hoe meer ik erover nadenk, hoe meer ik die geduldige ernst, bij elk wetenschappelijk onderzoek en elk gesprek van enige betekenis, beschouw als het meest kenmerkende en waardevolle dat ik van Verwey heb geleerd.' Smit debuteerde in 1927, kort na zijn afstuderen, als protestants dichter met de bundel Feesten van het jaar. In 1928 promoveerde hij op het onderwerp Jacobus Revius, waarin hij bleek geeft 'van het vermogen uit een veelheid van gegevens een pakkend beeld te vormen.' Hetzelfde jaar werd hij als leraar in het middelbaar onderwijs aangesteld te Bandoeng en in 1934 te Deventer. In de jaren 1936-1937 was hij redacteur van De Werkplaats, een tijdschrift van christelijke signatuur, waarin hij als credo voerde: 'Niet bij de 19de eeuw en niet bij Bilderdijk moeten wij aansluiting zoeken, maar bij de werkelijke bloeiperiode van ons protestantse verleden: de 17de eeuw.'

## In de oorlog
Opgeroepen als reserveofficier, nam Smit deel aan de verdediging van Den Haag. De verplichting om zich voor krijgsgevangenschap aan te melden ontdook hij door onder te duiken bij vrienden in Amsterdam en Zaandam. In de oorlogsjaren verscheen zijn poëzie clandestien. In de hongerwinter verscheen in de DAVID-reeks van de illegale uitgeverij De Bezige Bij Dagboek onder het kruis (1945), een poëtische neerslag van zijn ervaringen als onderduiker. De uitgave verscheen onder het pseudoniem Evert J. Pot, een verwijzing naar Everhardus Johannes Potgieter, aan wiens Florence de strofevorm is ontleend. Als hoogleraar, van 1945 tot een hartaanval hem in 1968 dwong te stoppen, begeleidde hij tien dissertaties, van onder meer C.A. Zaalberg, A.L. Sötemann en Sonja Witstein. Ook verzorgde hij tekstuitgaven van onder meer Revius (1930) en Jan van der Noot (1953, met W.L. Vermeer).

## Belangrijkste studies
In de periode 1956-1962 verscheen een driedelige studie over de drama's van Joost van den Vondel, Van Pascha tot Noah. Een verkenning van Vondels drama's naar continuiteit en ontwikkeling in hun grondmotief en structuur, waarin Smit een historische en literaire aanpak combineerde en voorzag in een analyse van de literaire opvattingen die aan de drama's ten grondslag lagen. Bovendien ging hij, anders dan destijds gebruikelijk, niet voorbij aan de godsdienstige en moraal-filosofische aspecten van het oeuvre. 'Het is met dit magistrale werk van meer dan 1500 bladzijden,' aldus evalueert collega-onderzoeker W.P Gerritsen de studie, 'even grondig in de analyse als breed in de synthese, dat Smit zich een plaats in de rij der grote geleerden heeft verworven.'
In 1961 verscheen de mede door hem verzorgde editie van De Psalmberijmingen van P.C.Hooft. Poëticale opvattingen kregen veel aandacht, bijna met uitsluiting van andere aspecten, in de tweedelige studie Kalliope in de Nederlanden. Het Renaissancistisch-klassicistische epos van 1550 tot 1850 (1975, 1983), door Gerritsen zijn 'tweede opus magnum' genoemd. Het eerste deel van ruim 800 bladzijden bestrijkt de periode 1550-1750, het even dikke tweede deel bestrijkt de jaren 1700-1780. Hierin brengt Smit tot dan toe onbekend terrein in kaart.

## Laatste jaren
Op zijn tachtigste verjaardag werd Smit het eerste exemplaar van het tweede deel van zijn Kalliope overhandigd. In het voorwoord erkent Smit dat zijn krachten afnemen en de tijd van grote studies achter hem ligt. Het geplande derde deel is niet tot stand gekomen. Smit besefte dat het niet waarschijnlijk was dat een jongere vakgenoot het werk zou overnemen, omdat de noodzakelijke vertrouwdheid met de bijbel en de klassieke oudheid geen vanzelfsprekendheid meer was. 'In zijn latere levensjaren,' aldus zijn student en collega W. Vermeer, 'werd hij in toenemende mate gekweld door verontrusting om wat hij zag als het verval van de culturele en zedelijke waarden die eeuwenlang de basis van de Europese beschaving vormden. Meer dan eens gaf hij blijk van zijn zorg dat de kennis van de Bijbel en de klassieken, onmisbaar om de literatuur uit het verleden te verstaan, voortdurend afnam.'